# Cephalosphaera germanica
Cephalosphaera germanica är en tvåvingeart som först beskrevs av Aczel 1940.  Cephalosphaera germanica ingår i släktet Cephalosphaera och familjen ögonflugor. Arten är reproducerande i Sverige. Inga underarter finns listade i Catalogue of Life.